# أوست-لابينسك
أوست-لابينسك (الروسية: Усть-Лабинск) هي إحدى مدن روسيا في الكيان الفدرالي الروسي كراسنودار كراي.